# Tabanus obscurefumatus
Tabanus obscurefumatus är en tvåvingeart som beskrevs av Surcouf 1906. Tabanus obscurefumatus ingår i släktet Tabanus och familjen bromsar. Inga underarter finns listade i Catalogue of Life.